# Vincenz Pilz

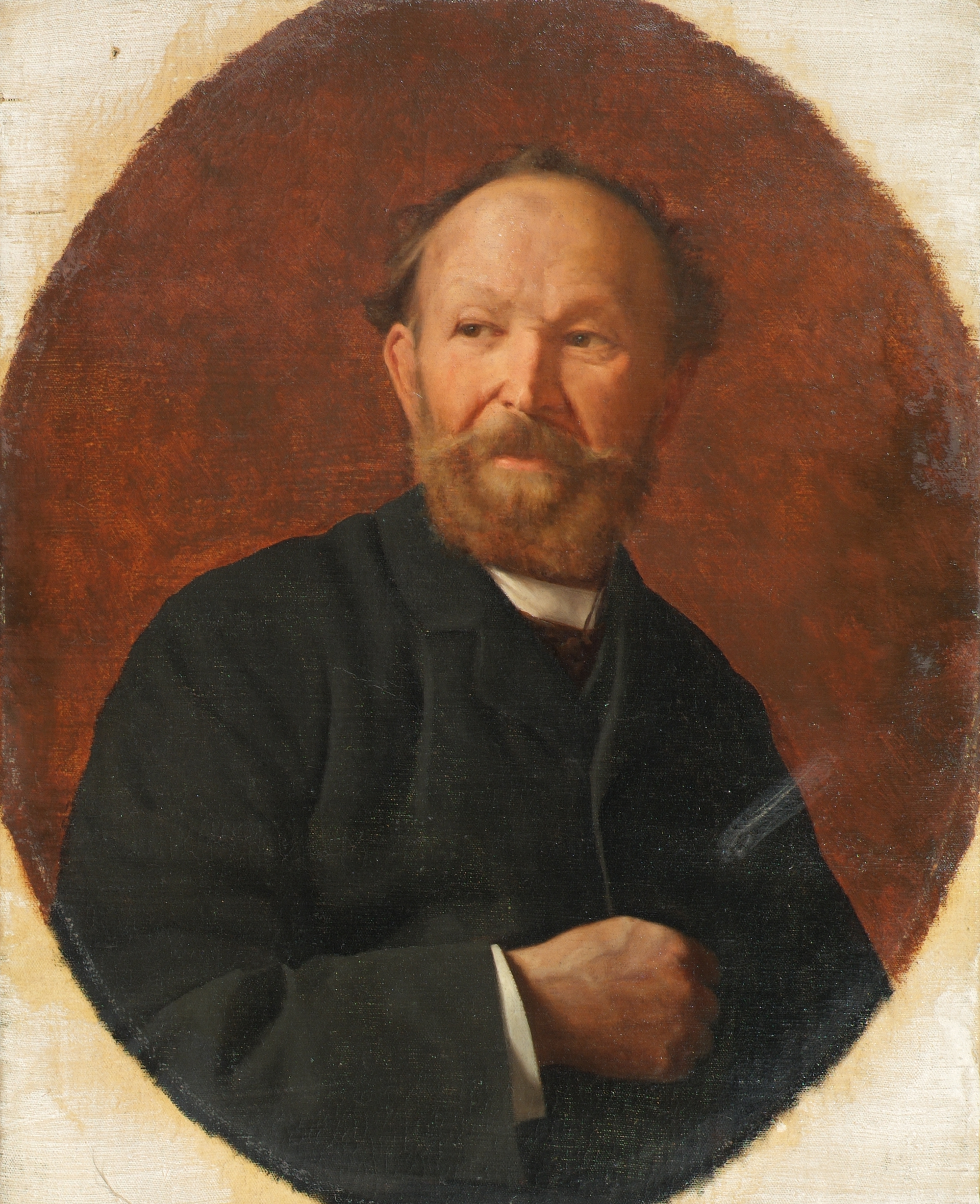
Bildhauer Vincenz Pilz

Vincenz Pilz (* 14. November 1816 Warnsdorf, Leitmeritzer Kreis, Königreich Böhmen; † 26. April 1896 in Wien) war ein österreichischer Bildhauer.

## Leben
Pilz studierte an der Wiener Akademie der bildenden Künste bei Josef Käßmann (1784–1856) und Franz Bauer (1798–1872). Mit einem kaiserlichen Stipendium war Pilz von 1850 bis 1854 in Rom. Später wurde er vor allem von Theophil Hansen gefördert und schuf etliche Statuen an den repräsentativen Staatsbauten der Wiener Ringstraße. Eines seiner bekanntesten Werke ist die Gruppe Pegasus von den Musen gezähmt, das er für das Wiener Opernhaus entworfen und angefertigt hatte. Es wurde jedoch nach heftiger öffentlicher Kritik bald wieder abgenommen und nach Philadelphia (USA) verkauft.

## Werke

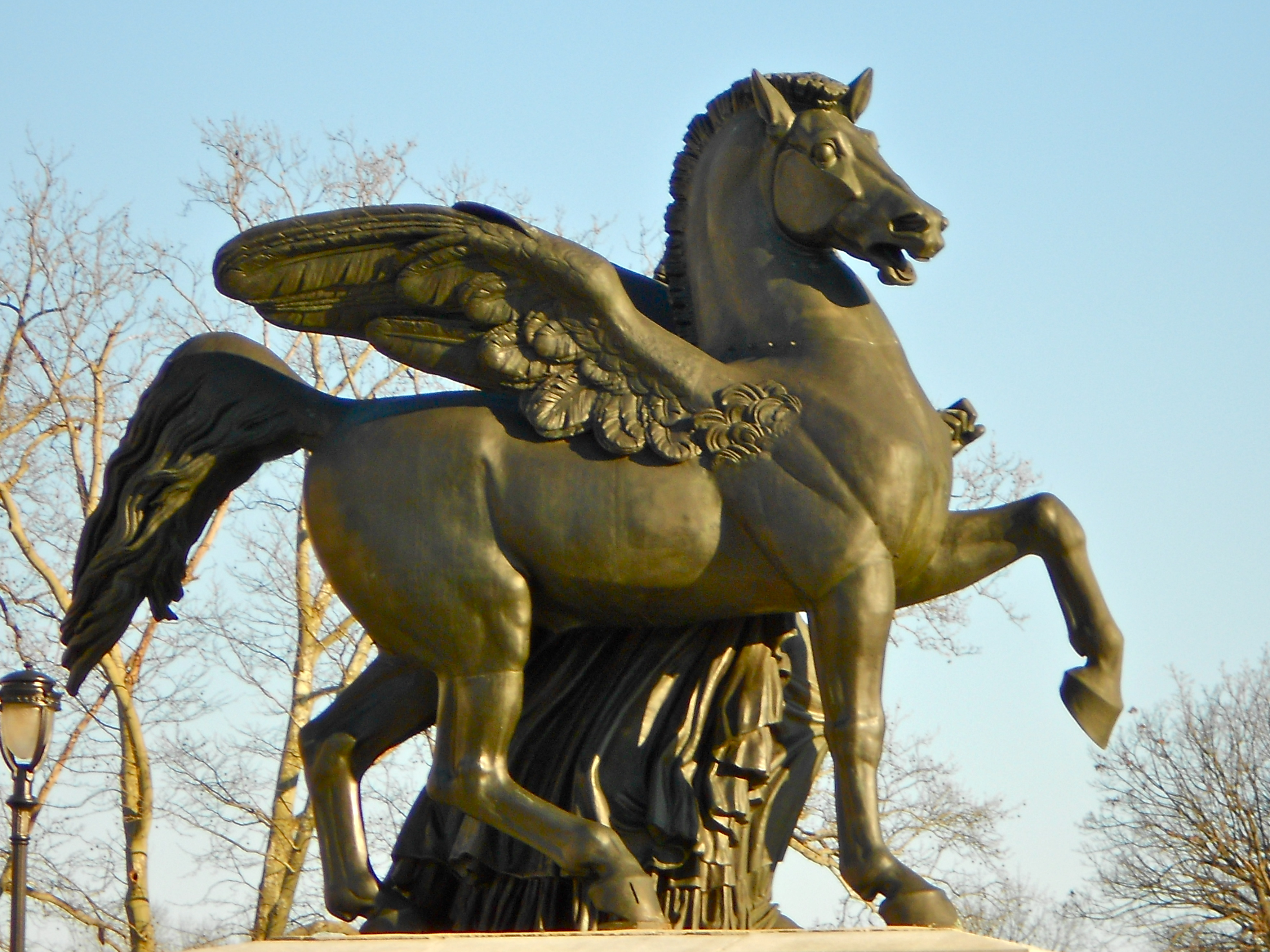
Pegasus (1863), Philadelphia

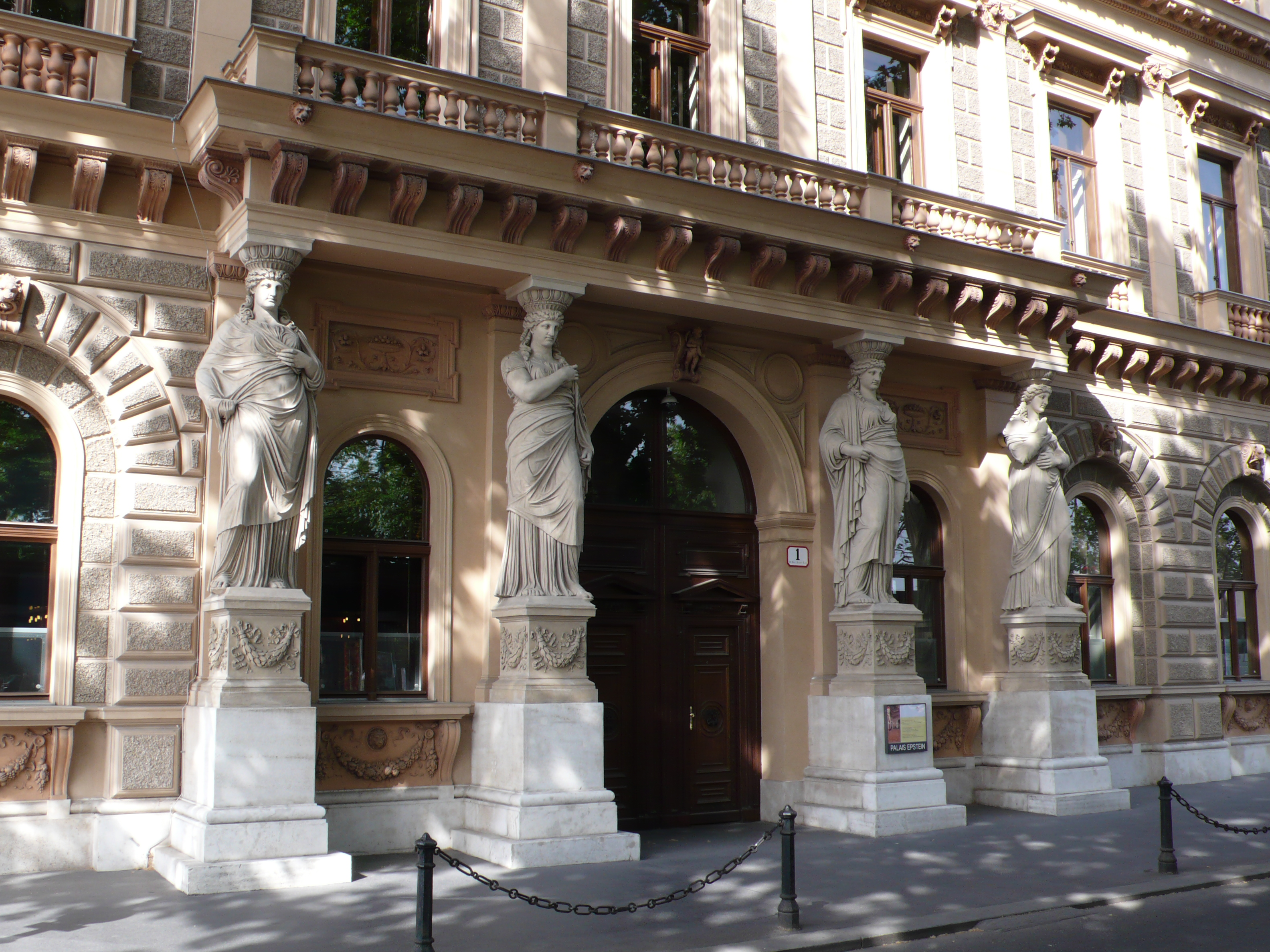
Palais Epstein (1871), Wien

- 1859: Entwurf für das Reiterdenkmal für den österr. Feldmarschall Karl Philipp zu Schwarzenberg in Wien
- 1861: Vier Evangelisten am Portal der Evangelischen Schule am Karlsplatz in Wien
- 1863: Zwei Pegasusgruppen für die Wiener Staatsoper, seit 1871 in Philadelphia (USA)
- 1865: Statue Christoph Willibald Glucks und Wolfgang Amadé Mozarts im Gebäude des Wiener Musikvereins
- 1867: Statue Leopold Karl von Kollonitschs ehem. Elisabethbrücke in Wien
- 1868: Statue Johann Josef von Liechtenstein, Joseph Wenzel von Liechtenstein und Julius von Haynau, Heeresgeschichtliches Museum in Wien
- 1871: Karyatiden am Palais Epstein in Wien
- 1868: Statue Andreas Baumkircher, Heeresgeschichtliches Museum in Wien
- 1874: Statue „Karl der Große“ an der Votivkirche in Wien
- 1879: Statue Hygeia an der Sprudel Kolonnade in Karlsbad
- 1879–1882: Quadrigen auf dem Parlamentsgebäude in Wien
- 1880: Karyatiden am Parlamentsgebäude in Wien
- 1882: Statue „Christus Salvator“ in der altkatholische Kirche in Varnsdorf